# Diccionario crítico etimológico castellano e hispánico
Le Diccionario crítico etimológico castellano e hispánico (en espagnol ; littéralement « Dictionnaire critique étymologique castillan et hispanique »  ; communément abrégé en DCECH) est un dictionnaire étymologique en 6 volumes écrit par le philologue Joan Coromines en collaboration avec José Antonio Pascual, publié entre 1980 et 1991.

## Présentation
L'œuvre consiste en une réunion et mise à jour de deux autres publiées antérieurement : le Dictionnaire étymologique et complémentaire de la langue catalane (1954) et le Bref dictionnaire étymologique de la langue castillane (en) (1905-1997). Ses entrées sont centrées sur la langue castillane, mais il contient de nombreuses informations relatives aux autres langues de la péninsule Ibérique, notamment le catalan, le basque, l’arabe et le portugais, ainsi que de fréquentes références et comparaisons avec d’autres langues, romanes ou non.
Il est considéré comme le meilleur dictionnaire étymologique de la langue espagnole.